# ألبرت جونسون
ألبرت جونسون (بالإنجليزية: Albert Johnson)‏ (15 يوليو 1920 - 22 يونيو 2011) هو لاعب كرة قدم بريطاني.